# Megaselia croceifascia
Megaselia croceifascia är en tvåvingeart som beskrevs av Borgmeier 1962. Megaselia croceifascia ingår i släktet Megaselia och familjen puckelflugor. Inga underarter finns listade i Catalogue of Life.